# Sherlock Holmes

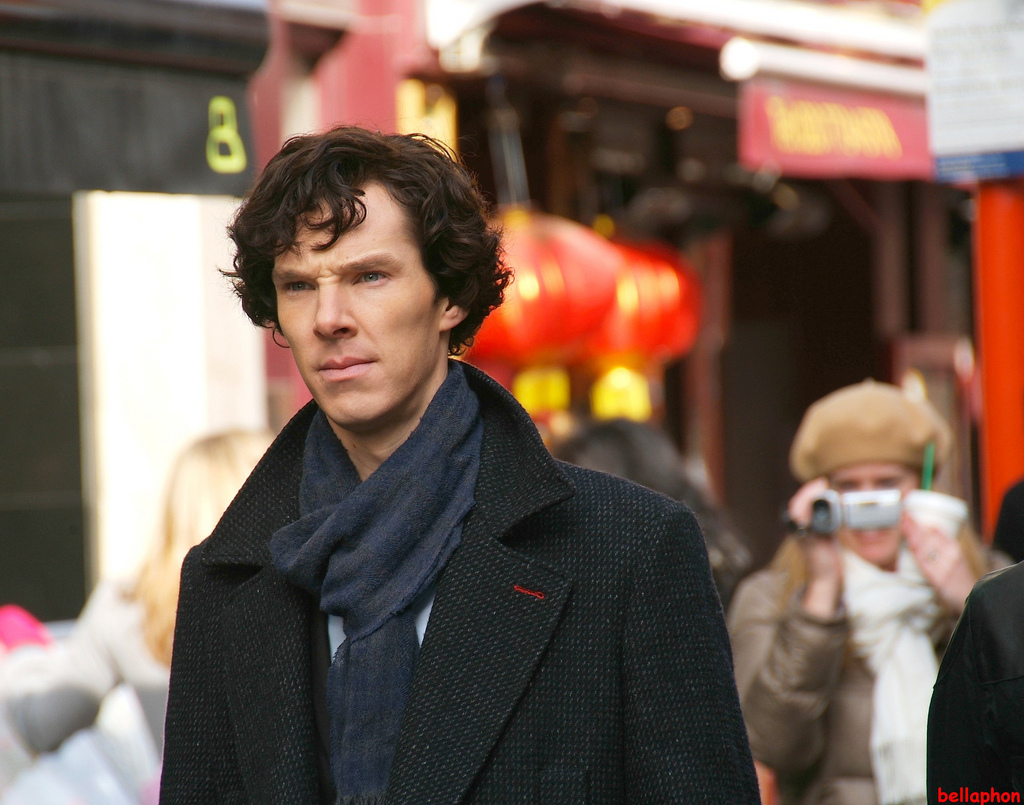
Benedict Cumberbatch a Sherlock c. sorozat felvételének szünetében

Sherlock Holmes a skót származású író és orvos, Sir Arthur Conan Doyle kitalált nyomozója, aki 1887-ben jelent meg először a könyvek lapjain. Mint briliáns londoni detektív, Holmes ismert magas intelligenciájáról; híres a megfigyelőképességéről, a következtetőképességéről és a logikájáról, amiket a bűnügyek megoldásánál igen találóan felhasznál. Alighanem az egyik legnépszerűbb fiktív krimifigura az irodalomban.
Conan Doyle összesen négy regényt és ötvenhat novellát írt Sherlock Holmes szereplésével. A művek túlnyomó részét a detektív barátja és életrajzírója, Doktor John H. Watson narrálja (négy kivétel akad, melyek közül kettőt maga a detektív mesél el, a másik kettő harmadik személyben íródott). A Holmes-történetek több mint negyven éven keresztül a The Strand Magazine lapjain jelentek meg; a regényeket folytatásokban közölték. A történetek mindig gazdag illusztrációkkal jelentek meg, melyeket Sidney Paget készített. A történetek az 1882 és 1903 közötti periódust ölelik fel, leszámítva néhány 1878-ban, 1880-ban, illetve 1907-ben játszódó történetet, és Az utolsó eset c. novellát, amely 1914-ben történik.
A Sherlock Holmes-történetek közül számosat megfilmesítettek. A leghíresebb Holmest játszó színész mindmáig Jeremy Brett, aki az 1980-as, 1990-es években egy angol tévésorozatban játszotta el a nyomozó szerepét. Jelentek meg könyvek is, melyek más írók tollából származtak ugyan, de Sherlock Holmest (és esetenként dr. Watsont) szerepeltették.

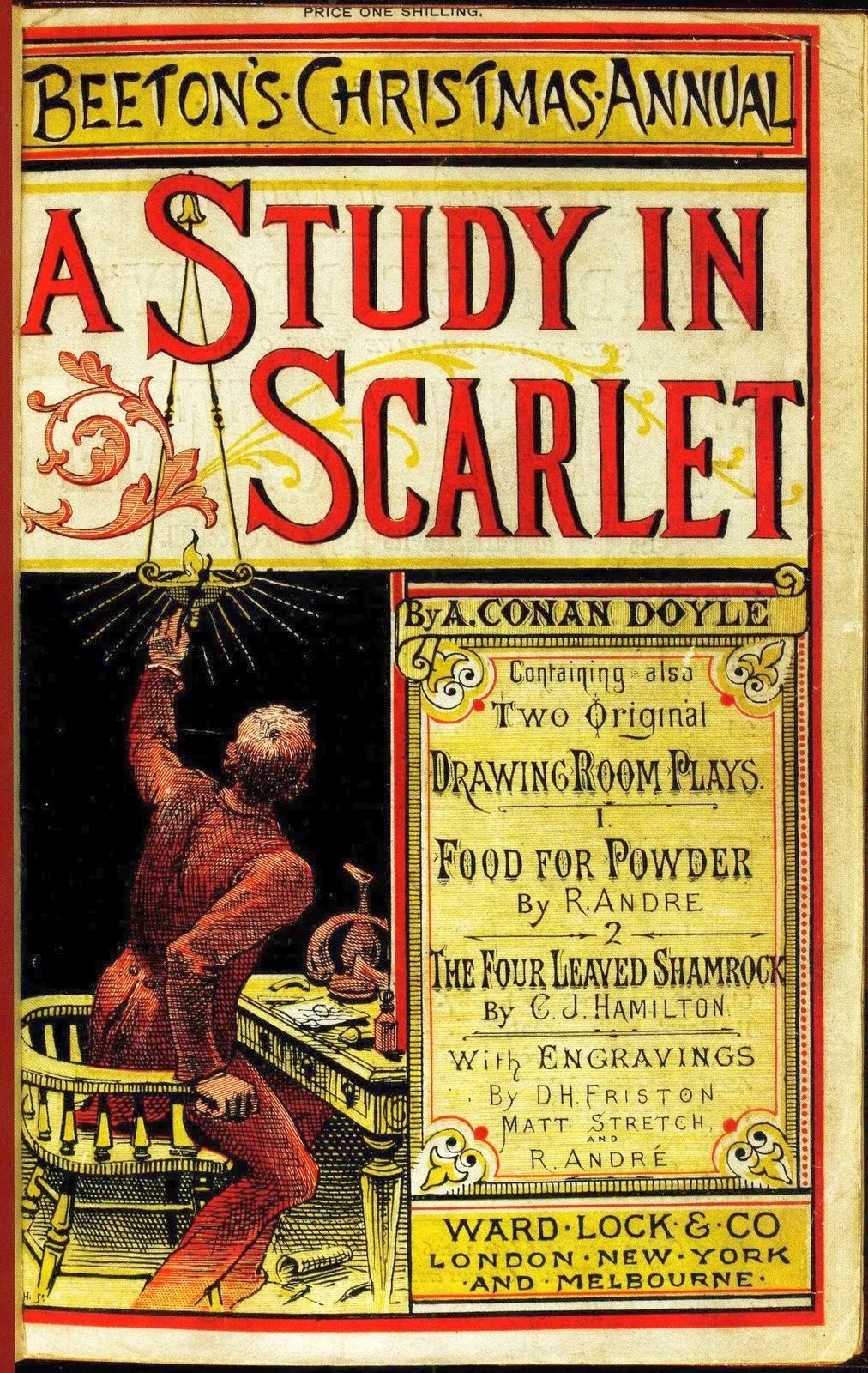
„A bíborvörös dolgozószoba” plakátja (1887)

## Életrajza

### Korai évek
Holmes a születését Az utolsó meghajlás című kötetben 1854 körül helyezi el; általában január 6-ai dátummal. Holmes állítása szerint az egyetemen fejlesztette ki következtetőképességét. A legkorábbi ügyei, amiket amatőrként kezdett az egyetemről valók. Holmes szerint, az egyik osztálytársa apjával való találkozás késztette őt arra, hogy detektív legyen, az egyetemet követően szaktanácsadó detektívként működik hat évet, mielőtt a pénzügyi nehézségek arra késztették őt, hogy vegye fel Watsont szobatársként, innentől kezdődik a történet is.
Holmes és Watson Londonban a Baker Street 221B-ben él, ahol megnyitotta a magánnyomozó-ügynökségét. A tizenhét lépés hosszúságú lakás a Baker Street felső végénél helyezkedik el. Amíg Dr. Watson nem érkezett meg, addig Holmes egyedül dolgozott, miközben ügynököket és informátorokat alkalmazott a város alárendelt társadalmi osztályából, és egy olyan utcai gyerekekből álló csoportot beleértve, akiket a Baker Street Irreguláris csapatnak nevezett el. A csapat három történetben, a A négyek jelében, A bíborvörös dolgozószobában és A nyomorékban jelenik meg.
Keveset tudunk Holmes-családról. A felmenőkről csak annyit tudni, hogy az ősei vidéki földesurak voltak. A görög tolmács-ban Holmes azt állítja, hogy Horace Vernet, a francia művész a nagybácsija volt. Egy bátyja van, Mycroft kormányzati hivatalnok, három történetben jelenik meg. Mycroft is tehetséges megfigyelő. Mindazonáltal Sherlockban több az energia, mint benne, ezért szereti nyugodtan tölteni az idejét a londoni a Diogenész Klubban.

### Élet Dr Watsonnal

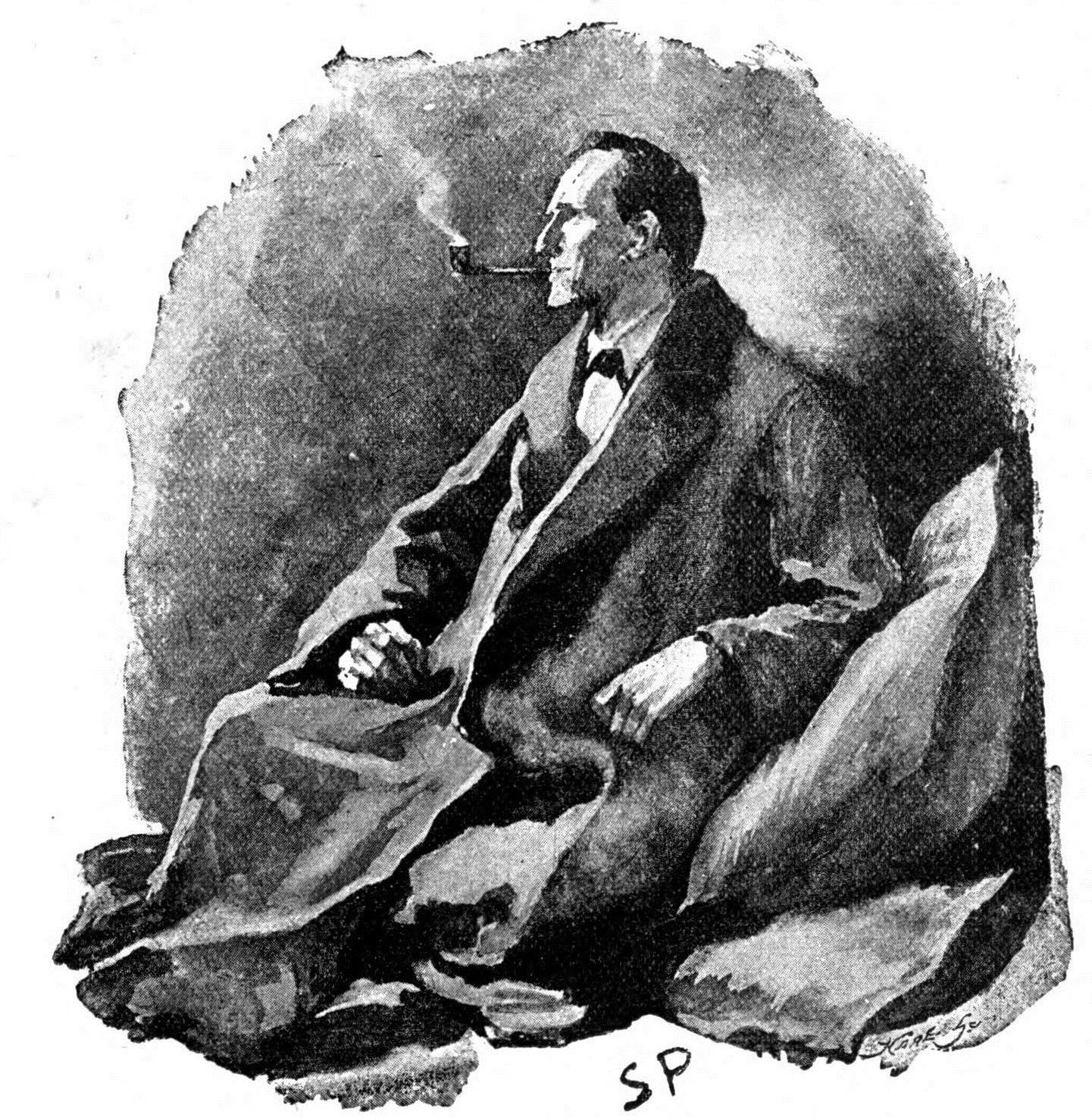
Egy portré Sherlock Holmesról 1891-ben „A ferde szájú”-ból

Holmes és Watson a doktor 1887-es házassága előtt együtt laktak, Watson a régi lakhelyét kiadja albérletbe Mrs. Hudsonnak.
Watsonnak két szerepe van Holmes életben. Egyrészt gyakorlati segítséget ad az ügyeiben; ő a detektív legfőbb segítsége, miközben megfigyelőként, csalétekként, bűntársként és hírvivőként kell cselekednie váltakozóan. Másodszor, ő Holmes krónikaírója (Holmes szerint ő az ő Boswellje). A Holmes-történetek többsége keretelbeszélés, amiket a detektív legérdekesebb ügyeinek az összefoglalásaiként írt le Watson. Holmesnak kétségtelenül Watson a legjelentősebb kapcsolata, amikor A három Garrideb történetében Watson megsebesül, a kemény Holmes megenyhül.
Watson leírja, hogy huszonhárom éve ismerik egymást, de „csak” tizenhét évet dokumentált Holmes detektívmunkájáról.

### Visszavonulás
Holmes visszavonul egy farmra a Sussexen Downsba 1903-04-ben, ahol méhészeti hobbiját gyakorolja.

## Karaktere

### Jellegzetességei
Conan Doyle Holmes figurájával megteremtette a mai értelemben is vett klasszikus detektívet, melynek legfőbb külső jellemzői a pipázás, a jellegzetes sapka, jó modor, hegedű stb. Holmes a történetekben Londonban, a Baker Street 221B szám alatt lakik.

### Képességei
A legelső Holmesről szóló történetben, A bíborvörös dolgozószoba című regényben sok dolgot megtudunk a detektívről. Az 1882-es év elején a már említett regényben kémiakutatónak mutatja be őt az író, számos további különös érdeklődési körrel, melyekkel kivétel nélkül a bűnügyek megoldásában hasznosít. Egy másik korai műben, Gloria Scott című novellában kiderült, hogy Sherlock Holmes miért is lett nyomozó: egy főiskolai társának édesapja szerint igen jó következtetőképességekkel bír.
A bíborvörös dolgozószoba című regény alapján Doktor Watson szerint Sherlock Holmes képességei a következők:

1. Szépirodalmi ismeretek – Semmilyen.
2. Csillagászati ismeretek – Semmilyen.
3. Politikai ismeretek – Gyenge.
4. Növénytani ismeretek – Változó, főleg az ópium és a mérgek általános ismeretére összpontosít. A kertészethez nem ért.
5. Geológiai ismeretek – Tapasztalati, de korlátozott. Jól ismeri a különböző talajfajtákat. (Főleg a London környékéről származó talajmintákat.)
6. Kémiai ismeretek – Alapos.
7. Anatómiai ismeretek – Pontos, de rendszertelen.
8. Bulvársajtó ismeretek – Óriási. Ismeri százada összes bűntényét.
9. Jól játszik hegedűn.
10. Kiváló bokszoló és kardforgató.
11. Behatóan ismeri a brit törvényeket.
12. Ezen felül önmérgező, nevezetesen dohányos, és kokainista.

### Sherlock Holmes leghíresebb megtestesítői
- Ronald Howard
- Basil Rathbone
- Peter Cushing
- Christopher Lee
- Roger Moore
- Jeremy Brett
- Charlton Heston
- Vaszilij Livanov
- Matt Frewer
- Richard Roxburgh
- Robert Downey Jr.
- Benedict Cumberbatch
- Jonny Lee Miller
- Ian McKellen
- Henry Cavill

## A Sherlock Holmes múzeum
Londonban, a Baker Street 239 szám alatt található a Sherlock Holmes múzeum. (A 221/B számú lakás tulajdonosa nem adta el a házát.) A múzeum tipikus 19. századi lakásnak van berendezve eredeti bútorokkal, képekkel stb. Számos Sherlock Holmes-történet szereplőinek viaszbábui örökítik meg a legizgalmasabb jeleneteket. Emellett sok érdekes kiállítási tárgy is látható, amely valahogy Sherlock Holmeshoz vagy a szerzőhöz kapcsolódik. Érdekesség, hogy a nappalinak berendezett helyiségben egy dr. Watsonnak öltözött úr várja a látogatókat, aki bemutatja a szobát és kedvesen elbeszélget a turistákkal, többek közt magyar nyelven is tud néhány szót.
1990 óta a múzeum a Baker Street 221/B szám alatt található.
https://www.sherlock-holmes.co.uk/

## Meiringen, a „Sherlock Holmes város”
Sherlock Holmes kalandjai majdnem véget értek 1893-ban, az utolsónak szánt részben: The Final Problem (=Az utolsó eset). A lezárást még a novella címe is sugallja. Ebben a novellában az Angliában különleges helynek számító Svájcba utazik el Moriarty professzort üldözve Sherlock Holmes, konkrétan Meiringenbe (Meiringen a Grimsel hágóra vezető út mentén helyezkedik el, még két nevezetessége van, ezek: az Aare szurdok – Aareschlucht – és a Reichenbach vízesés – Reichebachfälle). Itt került sor az akkor végsőnek szánt küzdelemre. A két ellenfél a Reichenbach vízesésnél csapott össze, és mivel két egyenrangú fél küzdött meg egymással, ezért Sherlock Holmes csak úgy tudott végezni vele, hogy magával rántotta a vízesésbe. Angliában akkora volt a felháborodás, hogy Sherlock Holmesnak vissza kellett térnie, így úgymond „kimászott” a vízesés katlanából (valójában nem zuhant bele). A történetek így tíz év múltával folytatódtak (1903-tól).
Meiringenben, ahol a történet játszódott, hatalmas kultusza van Sherlock Holmesnak. Szállodát neveztek el róla, létezik Sir Arthur Conan Doyle tér, ennek szomszédságában áll az Angol templom, melynek pincéjében berendeztek egy kis emlékmúzeumot. A templomtól nem messze található a főhős szobra bronzból, melynek hátoldalán egy emléktáblát is elhelyeztek. A nevezetes vízeséshez sikló visz fel, a küzdelem helyét fehér csillag jelzi.
A Sherlock Holmes Society of London rendszeresen szervez kirándulásokat Meiringenbe, ahol a résztvevők jelmezekben eljátsszák Sherlock Holmes kalandjait.

## Magyar Sherlock Holmes Club
Alapítás és külföldi sikerek:
A Magyar Sherlock Holmes Rajongói Clubot, Tahi Tóth László színművész ötlete alapján, 2010-ben alapították meg. (Tahi Tóth László volt a legendás Sherlock Holmes színész Jeremy Brett magyar hangja.) Ez a magyar klub ma már a neves Sherlockian Who's Who, a Sherlockian.net és a világhírű Conan Doyle tudástár, a The Arthur Conan Doyle Encyclopedia oldalakon ajánlott. 
Ennek előzménye, hogy 2013-ban a Cseh Sherlock Holmes Társaság elnöke Aleš Kolodrubec emailben kereste meg a klubot és kérte a magyar oldalukat angolul is tegyék elérhetővé a külföldi rajongók számára. A klubvezetők bezárták az akkori magyar oldalt, majd sherlockian-sherlock.com címen angol lapot alapítottak, amivel nemzetközi sikereket értek el. 
Angol oldalukat elismerik a sherlockian világban, és a szerkesztők jó kapcsolatokat ápolnak több külföldi Sherlock Holmes Társasággal, köztük a legrangosabbal a The Sherlock Holmes Society of London-nal is. Kontaktusban vannak az amerikai Robert Hess-el, aki az egyik legismertebb gyűjtője a detektív tárgyainak. Sherlockian lapjukra professzorok, írók, illusztrátorok és egyéb művészek ajánlották fel műveiket bemutatásra vagy adtak válaszokat emailes interjúkban.
Vissza Magyarországra:
2021-ben tértek vissza a készítők a hazai rajongókhoz új magyar oldallal, ahol például Conan Doyle és a népszerű detektív magyar vonatkozásait is felsorolják vagy elérhetők a Baker Street-i zseni kalandjai és a róla szóló tévhitek.

## Sherlock Holmes ellenségei
A történetek folyamán rengeteg ellenséget szerez magának a híres detektív, különböző nemzetiségekből. A novellákban négy híres ellenség kerül elő, két angolt, egy osztrákot és egy hollandot szokás ismerni.
- James Moriarty professzor – mesterbűnöző „Az utolsó eset” c. novellában.
- Sebastian Moran ezredes – „Az üres ház” c. elbeszélésben tűnik fel, Holmes ellen.
- Adalbert Gruner báró – osztrák gyilkos az „Egy nevezetes személy története” c. esetben.
- Negretto Sylvius gróf – a Mazarin-gyémánt elrablója.

## Történetek Sherlock Holmes szereplésével

### Regények
- A bíborvörös dolgozószoba (A Study in Scarlet – 1887) [alternatív magyar cím: A brixtoni rejtély, Tanulmány vérvörösben]
- A négyek jele (The Sign of Four – 1890) [alternatív magyar cím: A dilettáns detektív]
- A Sátán kutyája (The Hound of the Baskervilles – 1901, 1902)
- A félelem völgye (The Valley of Fear – 1914, 1915)

### Eredeti novelláskötetek
(A novelláknak sok magyar kiadás miatt számos alternatív címük létezik, ezek nincsenek külön feltüntetve.)

#### Sherlock Holmes kalandjai(The Adventures of Sherlock Holmes – 1892)
A kötetben szereplő novellák:
- Botrány Csehországban (A Scandal in Bohemia – 1891)
- A Rőt Liga (The Red-headed League – 1891)
- Az eltűnt vőlegény (A Case of Identity – 1891)
- A Boscombe-völgyi rejtély (The Boscombe Valley Mystery – 1891)
- Az öt narancsmag (The Five Orange Pips – 1891)
- A ferde szájú (The Man with the Twisted Lip – 1891)
- A kék karbunkulus (The Adventure of the Blue Carbuncle – 1892)
- A pettyes pánt (The Adventure of the Speckled Band – 1892)
- A mérnök hüvelykujja (The Adventure of the Engineer's Thumb – 1892)
- Az eltűnt menyasszony (The Adventure of the Noble Bachelor – 1892)
- A berillköves diadém (The Adventure of the Beryl Coronet – 1892)
- A Vérbükkös tanya (The Adventure of the Copper Beeches – 1892)

#### Sherlock Holmes emlékiratai (The Memoirs of Sherlock Holmes – 1893)
A kötetben szereplő novellák:
- Ezüstcsillag (Silver Blaze – 1892)
- A sárga arc (The Yellow Face – 1893)
- A tőzsdeügynök titkára (The Stock-broker's Clerk – 1893)
- A Gloria Scott (The "Gloria Scott" – 1893)
- A Musgrave-szertartás (The Musgrave Ritual – 1893)
- A reigate-i urak (The Reigate Puzzle – 1893 [alternatív címek: The Reigate Squire, The Reigate Squires])
- A nyomorék (The Crooked Man – 1893)
- A bentlakó beteg (The Resident Patient – 1893)
- A görög tolmács (The Greek Interpreter – 1893)
- A haditengerészeti szerződés (The Naval Treaty – 1893)
- Az utolsó eset (The Final Problem – 1893)

#### Sherlock Holmes visszatér(The Return of Sherlock Holmes – 1905)
A kötetben szereplő novellák:
- Az üres ház (The Adventure of the Empty House – 1903)
- A norwoodi tűzeset (The Adventure of the Norwood Builder – 1903)
- A táncoló figurák (The Adventure of the Dancing Men – 1903)
- A magányos biciklista (The Adventure of the Solitary Cyclist – 1904)
- Szökés az internátusból (The Adventure of the Priory School – 1904)
- A hajóskapitány (The Adventure of Black Peter – 1904)
- A zsarolók királya (The Adventure of Charles Augustus Milverton – 1904)
- A hat Napóleon (The Adventure of the Six Napoleons – 1904)
- A három diák (The Adventure of the Three Students – 1904)
- Az aranycsíptető (The Adventure of the Golden Pince-Nez – 1904)
- Az eltűnt hátvéd (The Adventure of the Missing Three-Quarter – 1904)
- Az Apátsági Major (The Adventure of the Abbey Grange – 1904)
- A másik folt (The Adventure of the Second Stain – 1904)

#### Az utolsó meghajlás (His Last Bow – 1917)
A kötetben szereplő novellák:
- Előszó
- A Wisteria-lak titka (The Adventure of Wisteria Lodge – 1908)
- A rejtelmes doboz története (The Adventure of the Cardboard Box – 1893)
- A Vörös Kör esete (The Adventure of the Red Circle – 1911)
- A Bruce-Partington-tervek elrablása (The Adventure of the Bruce-Partington Plans – 1908)
- A haldokló detektív (The Adventure of the Dying Detective – 1913)
- Lady Frances Carfax eltűnése (The Disappearance of Lady Frances Carfax – 1911)
- Az ördög lába (The Adventure of the Devils's Foot – 1910)
- Az utolsó meghajlás (His Last Bow – 1917)

#### Sherlock Holmes esetnaplója (The Case-Book of Sherlock Holmes – 1927)
A kötetben szereplő novellák:
- Előszó
- Az előkelő ügyfél (The Adventure of the Illustrious Client – 1924)
- A holtsápadt katona (The Adventure of the Blanchard Soldier – 1926)
- A Mazarin-gyémánt esete (The Adventure of the Mazarin Stone – 1921)
- A háromtornyú ház titka (The Adventure of the Three Gables – 1926)
- A sussexi vámpír esete (The Adventure of the Sussex Vampire – 1924)
- A három Garrideb története (The Adventure of the Three Garridebs – 1924)
- A Thor-híd rejtélye (The Problem of Thor Bridge – 1922)
- A lopakodó professzor (The Adventure of the Creeping Man – 1923)
- Az oroszlánsörény esete (The Adventure of the Lion's Mane – 1926)
- A fátyolos albérlő (The Adventure of the Veiled Lodger – 1927)
- A shoscombe-i kripta esete (The Adventure of Shoscombe Old Place – 1927)
- A visszavonult festő (The Adventure of the Retired Colourman – 1926)

## Érdekességek
Karinthy Frigyes valamiért nem az Így írtok ti (1912) c. paródiakötetében, hanem a Tanár úr kérem (1916) c. karcolatfüzérében helyezte el Sherlock Holmes-paródiáját: A véres fül titka. Amely tematikailag nem illik bele, utóbb a legtöbb későbbi kiadásból már kimaradt.

## Külső hivatkozások
- a Magyar Sherlock Holmes Club - sherlock.blog.hu